# 钱氏家训
钱氏家训是指吴越钱氏家族的家训，最初包括钱氏家族始祖、吴越国创始人钱镠的《武肃王八训》与《武肃王遗训》。
目前流传的《钱氏家训》则是钱镠三十二世孙钱文选根据先祖的八训与遗训整理编撰成的，收录在其《钱氏家乘》一书中。全文共635字，分为个人、家庭、社会与国家四节。2009年博鳌论坛上，时任中国国务院总理温家宝在会见钱氏后人、中华民国前外交部长、监察院长钱复时曾引用了《钱氏家训》中的“利在一身勿谋也，利在天下者必谋之”。2012年，上海市普陀区长城大厦广场上竖立起了钱王训示碑，上书温家宝所引用的《钱氏家训》语句，由钱氏后人、上海钱镠研究会会长钱汉东所题写。
2013年，“钱氏家训及其家教传承”入选上海市非物质文化遗产名录。